# シースルー!?
『シースルー!?』は、天羽伊吹清による日本のライトノベル。イラストは雛咲が手掛けている。第17回電撃小説大賞にて電撃文庫MAGAZINE賞を受賞した。電撃文庫（アスキー・メディアワークス）より2011年9月から刊行されている。
2011年2月発売の『電撃文庫MAGAZINE Vol.18』に本作を含む第17回電撃文庫大賞受賞作品のドラマCDが付属されている。

## ストーリー
クラスメイトの叶原七紘に恋心を抱いた速水柾は口下手なことも手伝ってなかなか思いを伝えられないでいた。ある日、神社にお参りに行った際に、叶原七紘の服が透けて見えるようになっていた。

## 登場人物
声の項はドラマCD版の担当声優。
速水 柾（はやみ まさき）
声 - 吉野裕行
本作の主人公。高校2年生。剣道部に所属していて全国大会にまでいった腕前。成績も悪くないが、どこか近寄りがたい雰囲気があり、あまり女子受けはよくない。高校入試の出来事をきっかけにして七紘に恋心を抱いたものの、想いを伝えられないでいた。しかしある日、神社にてお参りをした出来事をきっかけに七紘の服が透けて見えるようになってしまう。
叶原 七紘（かのはら なづな）
声 - 能登麻美子
高校1年、2年と柾と同じクラスメイト。スーパーお嬢様として学校での人気は高い。柾とは、小さい頃に会ったことがあり、その時に助けられたことから柾に恋心を抱いている。
鷹宮 蒼良（たかみや そら）
声 - 佐藤利奈
七紘と一番仲の良い友人で柾とも仲が良い。スレンダーな体形をしている。
宇月 聖介（うづき しょうすけ）
　柾の友人で剣道部の実質的主将。柾をからかうことを楽しんでいる。
両山 臨（もろやま のぞみ）
授業をさぼって昼寝をしたりする学校一の変わり者として有名な女の子。眼鏡をかけていて、ある出来事により視力が回復した際も伊達眼鏡をつけていた。犬を飼っていて柾に似ているらしい。
天眼比売命（あめのまなこひめのみこと）
明重神社の神で通称はまなこ。力を回復させるために柾の妹として家に住むことになった。

## 用語
明重神社（めいえじんじゃ）
視力を回復させる力がある神社。柾達はここでのお参りをきっかけに透視能力を持つようになった。

## 既刊一覧
- 天羽伊吹清（著）・雛咲（イラスト） 『シースルー!?』 アスキー・メディアワークス〈電撃文庫〉、既刊2巻（2012年2月10日現在）
  1. 2011年9月10日初版発行（同日発売[4]）、ISBN 978-4-04-870748-0
  2. 2012年2月10日初版発行（同日発売[5]）、ISBN 978-4-04-886391-9